# Peroxyde de benzoyle
Le peroxyde de benzoyle est un composé de la famille des peroxydes organiques aromatiques. Il consiste en deux groupes benzoyle qui font partie de la famille des acyles. Ces deux groupes benzoyle sont reliés par un groupe peroxyde -O-O-. C'est un amorceur radicalaire très utilisé en chimie organique.
En Suisse, tous les médicaments à base de peroxyde de benzoyle sont délivrés sans ordonnance. C'est le cas également aux Pays-Bas.

## Précautions
Le peroxyde de benzoyle est explosif à l'état sec, en chimie organique son stockage est effectué lorsque le solide est humecté de 30 % de sa masse avec de l'eau. Il est irritant.
Il existe actuellement en dose de 2,5 % à 10 %.

## Utilisation
- Le SMR du peroxyde de benzoyle est modéré dans le traitement de la majorité des formes d'acné.
- Coloration des cheveux.
- Principe actif de systèmes blanchissants des dents.
- Préparation de farine.
- Amorceur radicalaire des résines polyesters thermodurcissables et des élastomères silicones.

Il fait partie de la liste des médicaments essentiels de l'Organisation mondiale de la santé (liste mise à jour en avril 2013).